# 16e bataillon de commandement et des services
Pour les articles homonymes, voir 16e bataillon.
Le 16e bataillon de commandement et des services (16e BCS) est une unité militaire française stationnée sur l'île de Martinique. Créée en 1978, l'unité est dissoute depuis 1993.

## Création et différentes dénominations
- 1er septembre 1976 : création de la 16e compagnie de commandement, des services, de transit et de garnison (16e CCSTG)
- 1er août 1978 : renommée 16e bataillon de commandement et des services (16e BCS)
- 1993 : dissous, fusionne dans le 33e régiment d'infanterie de marine

## Historique
La 16e CCSTG est créée le 1er septembre 1976 à Fort-de-France,.
Le 1er août 1978, la 16e CCSTG est renommée 16e bataillon de commandement et de soutien. Il compte en 1984 une compagnie de commandement et de soutien, un détachement des transmissions, des éléments du commissariat, du service de santé, du service national et du service du matériel et des bâtiments (SMB),.
En 1993, le 16e BCS est dissous et le 33e régiment d'infanterie de marine reprend ses missions et ses éléments,.

## Traditions
La 16e CCSTG puis le 16e BCS reçoivent le drapeau du 16e régiment d'infanterie coloniale et conservent ses traditions, par exemple les trois inscriptions du drapeau du 16e RIC (Cochinchine 1860, Tonkin 1883 et Petchili 1900-1901).

## Insigne
L'insigne du 16e BCS, homologué G.2675 en janvier 1979, reprend l'insigne du 16e RIC, en y ajoutant les armes de Fort-de-France, :

« Ancre de la Coloniale d'or chargée d'un dragon d'argent langué de gueules empiétant les bras, la queue tortillée sur la trabe. Inscriptions d'azur, sur la tige en chef nombre 16, sur la trabe capitales BCS. Brochant sur le diamant écusson aux armes de Fort-de-France. »